# Lophiocarpaceae
Lophiocarpaceae — родина квіткових рослин, що складається здебільшого з сукулентних напівчагарників і трав’янистих видів, що поширені в тропіках, південній частині Африки на південь від Сахари та західній Індії. Він включає роди Corbichonia і Lophiocarpus. Родина була нещодавно визнана завдяки дослідженням (система APG III) групи філогенії покритонасінних для вирішення давніх філогенетичних труднощів у розміщенні різних родів у Caryophyllales.